# Kenmore Air Harbor
Kenmore Air Harbor je veřejné letiště pro hydroplány, které se nachází 2 kilometry od centra města Kenmore v okrese King v americkém státě Washington. Je situováno na severním konci Washingtonova jezera.

## Historie
Společnost Kenmore Air založili roku 1946 tři středoškolští studenti, kteří se zrovna vrátili ze služby ve 2. sv. válce. S jedním letadlem a malým hangárem na močálu, který pokrýval severní konec Washingtonova jezera, založili Bob Munro, Reg Collins a Jack Mines společnost, která je nyní největší a nejrespektovanější hydroplánovou aerolinkou světa. V roce 2003 společnost začala provozovat také normální letadlovou osobní a nákladní dopravu, s možností provozu za každého počasí, z Boeingova letiště v Seattlu. Nyní spojuje různá místa na Pugetově zálivu a létá také na Olympijský poloostrov a do Kanady.

## Zázemí a letadla
Letiště má rozlohu 2 hektarů a leží v nadmořské výšce 4 metrů. Má dvě ranveje. V roce 2007 zde proběhlo 48 300 operací, což je průměrně 132 denně. 83 % zdejší dopravy tvořilo aerotaxi, zbytek obecná letecká doprava. Na letadle bylo téhož roku umístěno 60 jednomotorových letadel.

## Aerolinky a destinace
- Kenmore Air - Lópezův ostrov, Orcasův ostrov, ostrov svatého Jana, Victoria, Sáničský poloostrov, Nanaimo, Campbell River, Big Bay, Sunshine Coast, severovýchodní Vancouverův ostrov

## Populární kultura
Letiště se objevilo v misi San Juan Island Run ve hře Microsoft Flight Simulator X.